# Scienziati e studiosi del mondo arabo-islamico
Questo è un parziale elenco di scienziati e studiosi del mondo arabo-islamico - non solo di cultura islamica, ma anche di cultura ebraica e cristiana - che vissero tra l'VIII e il XVI secolo, in quel periodo storico che l'Occidente latino ha definito autoreferenzialmente come Medioevo e che, per le popolazioni vicino e medio-orientali, è stato invece caratterizzato da uno straordinario fulgore culturale e da un eccezionale rigoglio economico e politico, reso possibile dall'apporto sincretistico garantito delle varie culture assoggettate all'Islam politico.
Avvertenza:
- I nomi, quando possibile, sono dati nella loro versione latinizzata e nell'originale arabo.
- Si deve tener conto delle seguenti convenzioni, normalmente usate per l'indicizzazione onomastica:

- al - articolo determinativo (unico in arabo)
- ibn, bin, ben e banū - "figlio di" (l'ultimo: "figli di")
- abū - "padre di", "quello di"

## A
- Abubacer - Vedi Ibn Tufayl.
- Muḥammad ibn ʿAbdūn al-Jabalī.
- Abulcasis - Vedi al-Zahrawi.
- Abū l-Fatḥ ʿAbd al-Raḥmān al-Khāzinī (1115 – 1155).

Astronomo attivo a Marw (Khorasan).
- Abū l-Faraj al-Iṣfahānī (Isfahan, 897 - Baghdad, 967)

Studioso di letteratura, la cui opera più famosa è il "Kitāb al-Aghānī" (in arabo ﻛﺘﺎﺏ ﺍلاﻏﺎﻧﻲ‎?, ossia "Il libro dei canti"), un'enciclopedia relativa non solo ai componimenti poetici e ai musicisti ma, tutt'altro che secondariamente, alla storia.
- Abu Nasr Mansur Gilan, 970 - Ghazni, 1036

Astronomo e matematico persiano.
- Abu Sa'id Ahmad ibn Muhammad ibn 'Abd al-Jalil al-Sijzi (945 - 1020)

Matematico, astronomo e astrologo persiano.
- Aḥmad b. Faḍlān (Baghdad, X secolo)

Scrittore e viaggiatore che scrisse un resoconto dei suoi viaggi come componente di una missione diplomatica inviata dal califfo abbaside di Baghdad al sovrano dei Bulgari del Volga.
- Aḥmad b. Majīd al-Najdī (Raʾs al-Khayma, 1432 - ?, 1500)

Uno dei più famosi navigatori arabi. Fu conosciuto in Occidente per aver partecipato, aiutandolo in modo non secondario, all'impresa di Vasco da Gama nel'oceano Indiano, dopo la sua circumnavigazione dell'Africa (in questa aiutato da Bartolomeo Diaz). Fu autore di circa 40 lavori di poesia e di prosa, specialmente di arte navigatoria. Di essi il più celebre è il Kitāb al-fawāʾid fī uṣūl ʿilm al-baḥr wa l-qawāʾid (Libro di utili informazioni sui principi e regole di navigazione), scritto nel 1490.
- Aḥmad b. Yūsuf (Baghdad, 835 - Egitto, 912)

Matematico.
- Al-Badi' al-Asturlabi, astronomo medievale dell'Età d'Oro Islamica
- Alhacen o Alhazen o Alhazeni - Vedi Ibn al-Haytham.
- ʿAlī b. ʿĪsā (IX secolo)

Da non confondere con l'omonimo oftalmologo (ʿAlī b. ʿĪsā al-Kaḥḥāl).
Con Khālid b. ʿAbd al-Malik al-Marwarrūdhī misurò nell'827 la circonferenza della Terra, ottenendo un risultato di 40,248 km (o, secondo altre fonti, di 41,436 km). Progettò uno dei primi esempi di paracadute.
- ʿAlī b. Riḍwān (988 c. - 1061 c.).

Medico oculista, astrologo e astronomo egiziano. Noto nell'Occidente latino come Haly o Haly Abenrudian. Tradusse il Commentario di Claudio Tolomeo, noto col titolo di Tetrabiblos.
- Alpetragius - Vedi Nur al-Din al-Bitruji
- Arzachel - Vedi Al-Zarqali.
- Al-Asmāʾī (Bassora, 739-831)

Considerato il primo scienziato musulmano a contribuire alla zoologia, alla botanica e alla zootecnia. Tra i suoi più noto scritti figurano il Kitāb al-ibil (Libro sul dromedario), il Kitāb al-khalīl (Libro dell'amico), il Kitāb al-wuḥūsh (Libro degli animali selvatici), il Kitāb al-shāt (Libro sulla pecora) e il Kitāb khalq al-insān (Libro sulla creazione dell'uomo). L'ultimo di essi, sull'anatomia umana, mostra la sua notevole conoscenza ed esperienza nel campo.
- 'Ali al-Qushji - (Samarcanda, 1403 – Istanbul, 16 dicembre 1474)

Astronomo, fisico e matematico turco. Contribuì alla redazione del Zij-e Soltani (Tavole astronomiche redatte in onore di Ulug Beg) e fu autore di un Trattato di Matematica e di un Trattato di Aritmetica e di un Trattato di Astronoma, oltre che dell'opera A proposito della supposta dipendenza dell'astronomia dalla filosofia.
- Avempace - Vedi Ibn Bajja.
- Averroè - Vedi Ibn Rushd.
- Avenzoar - Vedi Ibn Zuhr.

## B
- Ibn Ṭāhir al-Baghdādī (Baghdad, 980 - ?, 1037)

Scrisse sui differenti sistemi di aritmetica in un lavoro di rilevante importanza per la storia della matematica.
- Ibn al-Bayṭar (Malaga, 1197 - Damasco, 1248)

Uno dei grandi scienziati della Spagna musulmana, fu un esperto botanico e farmacologo del Medioevo occidentale.
- Ibn Bājja (Saragozza, ? - Fez, 1138)

Ebbe vaste conoscenze di medicina, matematica e astronomia. Il suo maggior contributo alla prima filosofia islamica fu la sua idea sulla fenomenologia dell'anima, ma sfortunatamente esso non fu completato. Fu maestro di Ibn Rushd (Averroè).
- Abū Zayd al-Balkhī Shamistiyan, 850 – 31 ottobre 934

Geografo, psicologo e matematico persiano. Convinto sostenitore del profondo legame tra molte patologie fisiche e mentali.
- Ibn al-Bannā al-Marrākushī (Marrakesh, 1256-1321)

Scrisse un gran numero di lavori, inclusi alcuni di algebra, un'introduzione agli Elementi di Euclide e varie opere sull'astronomia. Introdusse una notazione matematica per l'algebra e le frazioni.
- Al-Baqillani (Baṣra, 950 - Baghdad ?, 1013))

Teologo dogmatico. Introdusse il concetto di atomo e di vuoto nel Kalām. Estese l'atomismo al tempo e al movimento, concependoli come essenzialmente discontinui. Una volta, entrato nella corte dell'Imperatore bizantino mentre questi si trovava fra monaci e sacerdoti, si prese gioco di uno dei preti dicendogli: "Come stai? Come stanno la tua famiglia e i tuoi bambini?".
- Muḥammad ibn Jābir al-Ḥarrānī al-Battānī (Harran, 850 - Samarra, 929)

Chiamato nell'Occidente latino Albatenius, il suo più noto contributo fu la determinazione dell'anno tropico in 365 giorni, 5 ore, 46 minuti e 24 secondi. Fu in grado di correggere alcuni dei risultati forniti da Claudio Tolomeo e di compilare nuove tabelle relative al Sole e alla Luna, fino ad allora considerate autorevoli punti di riferimento scientifico, scoprì il movimento dell'apogeo solare, trattò la divisione della sfera celeste e introdusse, probabilmente in maniera indipendente dall'astronomo indiano Aryabhata (V secolo), l'uso del seno nei calcoli trigonometrici e, in parte, della tangente, che formano la base della moderna trigonometria. Il suo più importante lavoro fu il Kitāb al-zīğ (in arabo  كتاب الزيج ‎?, il "Libro delle tavole (astronomiche)", fondamentale strumento usato da Cristoforo Colombo per i suoi viaggi oceanici che inaugurarono la stagione delle grandi scoperte geografiche. La sua opera astronomica fu per la prima volta tradotta (in latino), ai primi del XX secolo dal grande arabista italiano Carlo Alfonso Nallino (Al-Battānī sive Albatenii Opus Astronomicum. Ad fidem codicis escurialensis arabice editum, Latine versum, adnotationibus instructum a Carolo Alphonso Nallino, Mediolani Insubrum: Prostat apud U. Hoeplium, 1899-1907 - Pubblicazioni del Reale osservatorio di Brera in Milano, n. 40).
- Nur al-Din al-Bitruji (Alpetragius) (Marocco ?, - Siviglia, 1204)

Fu un astronomo arabo e un filosofo di quello che in Occidente viene chiamato Medioevo. Nato nell'attuale Marocco, visse a Siviglia, in al-Andalus. Il cratere lunare Alpetragius è stato chiamato così in suo onore da parte degli astronomi contemporanei.

## D
- al-Dakhwār (Damasco, 1170 – 1230)

Medico di grande spicco del periodo ayyubide, nel quale s'illustrò anche Ibn al-Nafīs.
- Ibn al-Dhahabi (Sohar, ? - Valencia, 1033)

Abū Muḥammad ʿAbd Allāh ibn Muḥammad al-Azdī fu un medico, famoso per la sua opera Kitāb al-māʾa (Il libro dell'acqua), che è la prima enciclopedia alfabetica di medicina a noi nota. In essa egli elenca i nomi delle malattie, le medicine adatte e il loro processo fisiologico e il trattamento adeguato. Aggiunge anche numerose informazioni originali sulla funzione degli organi umani e spiega in modo originale il funzionamento della vista, in modo simile a ciò che afferma Ibn al-Haytham. Il libro contiene inoltre un corso per il trattamento di sintomi fisiologici. La tesi principale del suo trattamento è che la cura parte da una dieta controllata e dall'esercizio fisico e, solo se i sintomi persistono, allora dalla somministrazione di farmaci specifici.
- Ibn Durayd (Bassora, 837 - Baghdad, 934)

geografo, genealogista, poeta e filologo arabo. Scrisse tra l'altro un grande dizionario, "L'insieme della scienza del linguaggio" (in arabo الجمهرة في علم اللغة‎?, al-Jamhara fī ʿilm al-lugha), una genealogia relativa alle tribù arabe e il Kitāb al-Ishtiqāq, sull'origine dei nomi propri arabi.

## F
- Muḥammad ibn Ibrāhīm al-Fazārī (Kufa, ? - forse Baghdad, 806)

Astronomo, matematico e traduttore attivo nella corte califfale degli Abbasidi Abū Jaʿfar al-Manṣūr, Muhammad al-Mahdi e Hārūn al-Rashīd. A lui si attribuisce la costruzione del primo astrolabio.
- Ibrāhīm al-Fazārī

Padre di Muḥammad ibn Ibrāhīm al-Fazārī

## H
- Albohazen Haly, o Haly Abenragel (Abū l-Ḥasan ʿAlī ibn Abī l-Rijāl) (? - Qayrawan, 1037)

Astrologo arabo dell'ultima parte del X secolo e dei primi dell'XI, meglio noto per il suo noto Kitāb al-bārī' fī aḥkām al-nujūm.
- Ibn al-Haytham, in Occidente noto come Alhacen/Alhazen/Alhazeni (Bassora, 965 - Il Cairo, 1040)

Erudito enciclopedico (chiamato anche solo al-Haitham) considerato come uno dei più eminenti fisici, di cui sono assai noti e apprezzati i contributi di ottica, di Fisica, di Matematica e di metodologia scientifica. È considerato il "padre dell'ottica", il pioniere dell'epistemologia, il fondatore della psicologia sperimentale e il "primo fisico". Il suo Libro sull'ottica è stato uno dei libri che maggiormente hanno influenzato la storia della fisica.
- Al-Hajjāj ibn Yūsuf ibn Maṭar (786 – 833)

Matematico arabo.
- Abū Muḥammad al-Ḥasan al-Hamdānī (Yemen, 893 - Ṣanʿāʾ, 945)

Geografo, poeta, grammatico, storico e astronomo, che fu uno dei migliori esempi di intellettuale musulmano durante gli ultimi anni del Califfato abbaside.
- Ibn Ḥawqal (Baghdad, 943 - ?, 969)

Scrittore, geografo e cronista. Passò gli ultimi 30 anni della sua vita a viaggiare in remote regioni dell'Asia e dell'Africa, scrivendo tutto ciò che vi aveva visto. Il suo lavoro più famoso è la Ṣūrat al-Arḍ (in arabo صورة الارض‎? "La forma della Terra"), in cui egli incluse una descrizione dettagliata della Spagna islamica, della Sicilia islamica e della "Terra dei Romei", termine usato dagli Arabi per indicare l'Impero bizantino. In esso, fra le altre cose, dà una descrizione di Kiev, e si dice che avesse indicato la rotta dei Bulgari del Volga e dei Khazari, forse ad opera di Sviatoslav I di Kiev.
- Ibn Hubal (Baghdad, 1122-1213)

Medico arabo e scienziato, noto essenzialmente per il suo compendio medico intitolato Kitāb al-mukhtārāt fi l-ṭibb, "Libro delle selezioni in medicina", scritto nel 1165 a Mawṣil (Iraq).
- Ḥunayn b. Isḥāq (noto nel mondo latino come Johannitius) (al-Ḥīra, 809-873)

Traduttore e medico.
- Ḥubaysh b. al-Ḥasan b. al-Aʿsam (Baghdad ? IX secolo)

Nipote di Ḥunayn b. Isḥāq. Traduttore dal greco di opere mediche, tra cui Galeno.

## I
- Ibrāhīm b. Sinān (Baghdad, 908 - 946)

Figlio di Sinān b. Thābit. Fu matematico e astronomo. Studiò geometria e in particolare le tangenti ai cerchi. Fece anche progredire lo studio della teoria degli integrali.
- Ikhwān al-Ṣafāʾ (in arabo اخوان الصفا وخلان الوفا‎?, Ikhwān al-Ṣafāʾ wa khillān al-wafāʾ), ossia Fratelli della Purità o della Sincerità. (Bassora)

Gruppo di astronomi, astrologi e filosofi arabi e persiani neoplatonici, attivo a Bassora fin dal X secolo.
- al-Idrīsī (Ceuta, 1099 - Sicilia, 1166)

Considerato il massimo geografo e cartografo del Medioevo occidentale. Al-Idrīsī costruì un mappamondo d'argento di circa 400 kg (trafugato durante i sommovimenti popolari all'epoca di Guglielmo il Malo e mai più ritrovato), in cui con precisione notevole per i tempi segnò le "sette regioni disabitate" del mondo, con le rotte mercantili più note e rilevanti, i laghi e i fiumi, le città principali, le pianure e le montagne maggiori. Le sue carte del mondo conosciuto furono usate per secoli in Europa. Da ricordare che anche Cristoforo Colombo fece uso delle mappe di al-Idrīsī. Contribuì anche alla botanica medica (uso delle piante con virtù terapeutiche).
- Ibn Abī Isḥāq (m. 735)

Grammatico e uno dei primi teorici della grammatica della lingua araba.
- Isḥāq b. Ḥunayn (Baghdad, 830 - Baghdad, 910)

Figlio di Ḥunayn b. Isḥāq. Matematico e traduttore dal greco di opere scientifiche, tra cui gli Elementi di Euclide.
- al-Istakhri, geografo persiano del X secolo, autore del K. al-masālik wa l-mamālik e del Ṣuwar al-aqālīm.

## J
- Jābir b. Aflaḥ al-Ishbīlī (Siviglia, 1100 - ?, 1160)

Astronomo e matematico le cui opere, tradotte in latino, influenzarono i successivi matematici europei.
- Jibrāʾīl b. Bakhtīshūʿ (? Baghdad, 801)

medico di cultura assira, attivo alla corte califfale abbaside di Baghdad.
- Al-Jāḥiẓ (Bassora, 776 - 869)

Scrittore di prosa arabo, storico, biologo e autore di opere di adab, teologia mutazilita, polemica politico-religiosa ed evoluzione.
- al-Jawharī (ca. 800-860)

Matematico arabo del IX secolo. Visse e lavorò a Damasco e Baghdad. È noto per aver scritto il commentario agli Elementi euclidei.
- al-Jayyānī (Cordova, 989 - Jaén, 1079)

Scrisse importanti commentari agli Elementi euclidei e il primo trattato sulla trigonometria sferica.
- Al-Jazari (Al-Jazira, ca. 1200 - ?)

Fu uno dei più grandi ingegneri meccanici della storia. Si rese autore di 60 invenzioni nel suo libro al-Jāmiʿ bayna al-ʿilm wa l-amal al-nafiʿ fī sināʿāt al-hiyal. Tra le sue invenzioni ci furono l'albero a gomiti, la serratura a combinazione, il meccanismo del pistone alternato, l'orologio meccanico a contrappesi e il primo disegno registrato di un robot umanoide programmabile.
- Ibn al-Jazzar (Qayrawan, X secolo)

Influente medico arabo del X secolo che divenne famoso per i suoi scritti di medicina.
- Ibn Jinnī (Mosul, 920 – Baghdad, 1002)

Grammatico arabo.
- Ibn Jubayr (Valencia, 1145 - Egitto, 1217)

Geografo, viaggiatore e poeta. Noto per i suoi dettagliati diari di viaggio (rihla).
- al-Juwaynī (Bushtaniqān (Iran), 1028-1085)

Giurisperito e teologo sunnita di diffusa e consolidata fama

## K
- Khalil ibn Ahmad (Oman, ca. 718 – ca. 791)

Scrittore e filologo dell'Arabia meridionale (l'odierno ʿOmān) che stilò il primo testo di grammatica, morfologia e sintassi della lingua araba, il Kitāb al-ʿAyn.
- Al-Kindi (Kufa, ca. 801 – Baghdad, 873)

Primo filosofo arabo e talentuoso matematico, astronomo, medico e geografo, oltre che musicista. Scrisse il primo trattato di crittografia, crittoanalisi e analisi delle frequenze.
- Ibn Khaldun (Tunisi, 27 maggio 1332 - Il Cairo, 19 marzo 1406)

Uomo universale, considerato il padre di demografia, storia culturale, storiografia, filosofia della storia, sociologia e scienze sociali, nonché precursore della moderna economia. È meglio noto per la sua Muqaddima ("Introduzione", Prolegomena in latino).
- Shams al-Dīn Abū ʿAbd Allāh Muḥammad ibn Muḥammad al-Khalīlī (Damasco, 1320-1380)

Astronomo siriano di età mamelucca che compilò tabelle di ampio utilizzo in astronomia.

## L
- Labīd ibn Rabīʿa (? - 660)

Poeta arabo vissuto a cavallo tra l'epoca della Jāhiliyya e quella islamica. Fu autore di una delle celeberrime muʿallaqāt.

## M
- Maslama ibn Ahmad al-Majriti (m. 1007 o 1008)

Studioso e astronomo arabo in al-Andalus. Autore della Rutbat al-ḥakīm, "Il grado del saggio".
- Muhyi al-Dīn al-Maghribī (al-Andalus, 1220 - Maragha, 1283)

Noto per il suo lavoro sulla trigonometria
- Abū l-ʿAlāʾ al-Maʿarrī (Ma'arrat al-Nu'man, 26 dicembre 973 - 10 maggio 1057)

Filosofo, poeta e scrittore arabo. Fu afflitto dalla cecità.
- Al-Mas'udi (Baghdad, ? - Il Cairo, 957)

Storico, geografo e filosofo. Nato a Baghdad, viaggiò in Spagna, Russia, India, Sri Lanka e Cina e trascorse i suoi ultimi anni in Siria e Egitto.
- al-Māwardī, noto in latino come Alboacen (Bassora, 972 - Iraq, 1058)

Fu uno dei più famosi pensatori delle scienze politiche nell'età che in Occidente fu chiamata Medioevo. Fu anche un grande sociologo, giurista e tradizionista. Servì come qadi a Baghdad e come ambasciatore del Califfo abbaside in diversi importanti e potenti Stati musulmani. Al-Māwardī portò originali contributi alle scienze politiche e alla sociologia. In questi campi scrisse tre opere monumentali: il Kitāb al-aḥkām al-sulṭāniyya, il Qānūn al-Wizāra e il Kitāb nasīḥat al-mulk. Al-Māwardī formulò i principi delle scienze politiche. i suoi libri trattano dei doveri dei califfi, del vizir, del governo e delle sue responsabilità e delle relazioni tra sudditi e autorità governative. Discusse degli affari dello Stato sia in periodo di pace sia in periodo di guerra. Il Kitāb adab al-dunya wa al-dīn fu un altro suo capolavoro nel campo dell'etica. Fu autore e sostenitore della "dottrina della necessità".
- Yūḥannā b. Māsawayh (Jundishapur, 777 – Samarra, 857)

Medico assiro, caposcuola di una lunga serie di medici attivi a Baghdad. Traduttore di opere mediche greche.
- Ma Yize (?, ca. 910 - Cina, 1005)

Importante astronomo e astrologo musulmano cinese che lavorò come capo astronomo ufficiale all'osservatorio astronomico della Dinastia Song.
- Muḥammad al-Akhṣāṣī, detto "al-Muwaqqit" (fl. XVII sec.)
- Astronomo attivo nella Moschea-Università di al-Azhar, dove svolgeva l'opera di Muwaqqit, addetto cioè alla tenuta e alla diffusione agli oranti dei momenti di elezione (waqt, pl. awqāt) per il valido assolvimento dell'obbligo della ṣalat.

- Muḥammad al-Muqaddasī (Gerusalemme, 946 - ?)

Importante geografo arabo, autore degli Aḥsān al-taqāsīm fī maʿrifat al-aqālīm ("Il meglio delle divisioni nella conoscenza delle regioni")
È stato uno scienziato e ingegnere arabo, fiorito nell'XI secolo. Scrisse il Kitāb al-asrār fī natāʾij al-afkār (in arabo الأسرار في نتائج الأفكار‎?, Libro dei segreti risultanti dai pensieri), un importante trattato di ingegneria meccanica, interamente dedicato alla costruzione di complessi automi, studiato per la prima volta nel 2008.
- Ibn Khalaf al-Muradi (al-Andalus, XI secolo)

Vissuto nell'al-Andalus islamico dell'XI secolo, fu contemporaneo dell'astronomo arabo al-Zarqali.
- Yūsuf b. Aḥmad al-Muqtadir, al-Muʾtamin ibn Hūd (al-Andalus, XI secolo)

Re hudide di Saragozza, fu un apprezzato matematico, autore di un perduto Libro delle osservazioni ottiche (in arabo كتاب الإستكمال ﻭﺍﻟﻤﻨﺎﺯﺭ‎?, Kitāb al-istikmāl wa l-manāzir).

## N
- Ibn al-Nadim

Studioso e bibliografo sciita, noto autore del Kitāb al-Fihrist (Libro dell'Indice), un indice di tutti i libri scritti in lingua araba da arabi e non-arabi.
- Ibn al-Nafīs (Damasco, 1213 - Il Cairo, 1288)

Principale medico dei suoi tempi, scrisse un celebre "Commento" al Canone di Avicenna. Divenne famoso anche per essere stato il primo a descrivere la circolazione polmonare, dei capillari e la circolazione coronarica, che formano le basi del sistema circolatorio. Per questo motivo è considerato il padre della fisiologia cardiovascolare. Scoprì inoltre il principio del metabolismo e screditò molte delle dottrine erronee, sostenute da Galeno e Avicenna in materia di anatomia, fisiologia e psicologia. La sua enciclopedia medica in 300 volumi, Il libro completo sulla medicina, fu una delle più ampie della storia. Scrisse inoltre il primo romanzo teologico e fantascientifico, Theologus Autodidactus, e fu un uomo universale che scrisse su molti altri argomenti, tra cui: Shari'a, Fiqh, Scienza del ḥadīth, oftalmologia, filosofia, logica, sociologia, scienza, astronomia, geologia, grammatica araba e storia.
- Nashwan al-Himyari (Yemen, ? - 1178)

Autore dello Shams al-ʿulūm ("Il sole delle scienze"), un'ampia enciclopedia lessicografica, ricca di diverse informazioni di vario genere.
- Abū l-ʿAbbās al-Faḍl ibn Ḥātim al-Nayrīzī (Nayrīz, 865 – 922)

Astronomo e matematico persiano, fu autore di un commentario sulla traduzione araba degli Elementi di Euclide.

## Q
- Abū l-Hasan ibn ʿAlī al-Qalaṣādī (Baza, 1412 - Beja, 1486)

Matematico che compì i primi studi per l'introduzione del simbolismo algebrico, utilizzando le lettere al posto dei numeri, allo scopo di rappresentare le funzioni matematiche.
- al-Qalqashandi (Qalqashanda, 1355 – Il Cairo, 16 luglio 1418)

Storico e matematico egiziano.
- Ibn al-Quff (al-Karak, 1233 – Damasco, 1286)

Medico e chirurgo arabo cristiano di Siria.
- Quṭb al-Dīn Shīrāzī (Shiraz, 1237 – Tabriz 1311)

astronomo, filosofo e medico persiano arabografo

## R
- Ibn Rushd o Averroè (Cordova, 1126 – Marrakesh, 10 dicembre 1198)

Maestro di filosofia e legge islamica, matematica e medicina. La sua scuola filosofica è nota come Averroismo.
- Abū Bakr Muḥammad ibn Zakariyyā al-Rāzī, noto nell'Occidente medievale come Rhazes o Rasis (Rey, 865 – Rey, 930)

Persiano. Tra i più importanti medici musulmani. Esperto chimico e filosofo.
- Ricoti, nome in volgare castigliano di Muḥammad ibn Aḥmad b. Abī Bakr al-Riqūṭī al-Mursī (Ricote, XIII secolo - Granada, XIII secolo)

Teologo e matematico, attivo dapprima nel regno di Murcia e successivamente nella Granada nasride.

## S
- Sa'id al-Andalusi (Almería, 1029 – Toledo, 1070)

Storico, matematico e astronomo arabo di al-Andalus. Autore tra l'altro delle Ṭabaqāt al-umam (Le categorie delle nazioni).
- al-Samawʾāl ibn Yaḥyā al-Maghribī (Fez, 1130 - Maragha, 1180)

Matematico. Fu in grado di estendere le operazioni aritmetiche per maneggiare i polinomi. Utilizzò una primordiale forma di induzione.
- Ibn Sallām al-Jumaḥī Bassora, 756 – Baghdad, 846 o 847)

Letterato arabo autore di una celebre antologia ragionata della poesia araba preislamica e islamica: le Ṭabaqāt fuḥūl al-shuʿarāʾ.
- Ibn al-Shatir (Damasco, 1304-1375)

Fu un astronomo che lavorò come "misura tempo" nella Moschea degli Omayyadi. La sua opera più famosa è il Kitāb nihāyat al-sūʾl fī taṣḥīḥ al-uṣūl (Libro della fine della domanda relativamente alla rettifica dei principi). Nel trattare il movimento della Luna, eliminò la necessità di un equante tramite l'introduzione di un epiciclo aggiuntivo, allontanandosi dal Sistema Tolemaico in modo assai simile a quello adottato in seguito da Niccolò Copernico. Propose inoltre un sistema che era solo approssimativamente, e non esattamente, geocentrico, avendo dimostrato trigonometricamente che la Terra non era al centro esatto dell'Universo. La scoperta e l'intero concetto di movimento planetario sono attribuite e Keplero e a Niccolò Copernico, i quali peraltro non fecero cenno al contributo di Ibn al-Shatir (che Copernico, invece, conosceva assai bene)
- Sinan ibn Thabit (Baghdad, ca. 880 - 943?)

Figlio di Thābit ibn Qurra e padre di Ibrahim ibn Sinan. Viene ricordato più per i suoi contributi alla medicina che per quelli alla matematica.
- Ibn Sahl (ca. 940 - 1000)

Matematico, scrisse un trattato su lenti e specchi ustori. Rashed (1990) accredita Ibn Sahl della scoperta della legge di rifrazione, solitamente chiamata legge di Snell.
- Ibn Sina alias Abū ʿAlī al-Ḥusayn ibn ʿAbd Allāh ibn Sīnā, noto in Occidente come Avicenna (Balkh, 980 – Hamadan, giugno 1037)

Celeberrimo medico, filosofo, matematico e fisico persiano. Allievo di Rhazes, il suo "Canone di medicina" (al-Qānūn fī ṭibb) rimase libro fondamentale in molte Facoltà occidentali di Medicina fino al 1700.
- Abu al-Salt: (Denya, 1068 – Bijaya, 1134)

Uomo universale arabo-andaluso le cui opere astronomiche vennero studiate nei secoli successivi sia in Europa che nel mondo islamico.
- Sadīd al-Dīn Muḥammad 'Awfī (Bukhara, ? - ?, 1232-33)

Vissuto nel XII secolo e XIII secolo, fu un letterato persiano centrasiatico itinerante di corte. Ha lasciato importanti scritti su poeti e letterati in prosa.

## T
- Taqī al-Dīn b. Muḥhmmad b. Maʿrūf (Damasco, 1526 - Istanbul, 1585)

Poliedrico "Uomo universale" che inventò una turbina a vapore e un motore a vapore funzionanti, uno spiedo autorotante, una pompa monoblocco a sei cilindri, una parziale pompa a vuoto, una sveglia meccanica, un orologio astronomico a molla, un orologio tascabile preciso al minuto, un "orologio da osservazione" meccanico, preciso al secondo; fornì prova sperimentale della riflessione speculare, giunse vicino a formulare la Legge di Snell e stimò la velocità della luce; ottenne il valore preciso del seno di 1°; fece costruire l'Osservatorio di Istanbul, dove fabbricò sestanti notevolmente accurati e altri strumenti, producendo il più accurato catalogo astronomico e di Zij (tavole astronomiche) del XVI secolo.
- Muhammad al-Tizini (1461 – Damasco, 26 giugno 1539)

Astronomo e muwaqqit nella Grande moschea degli Omayyadi a Damasco, aggiunse un suo catalogo di stelle fisse al Zīj sulṭānī di Ulugh Beg.
- Thābit ibn Qurra (Harran, 836 - Baghdad ?)

Fu un importante matematico islamico che lavorò su teoria dei numeri, astronomia e statistica.
- Ibn Tufayl (Guadix, ca. 1105 – Marocco, 1185)

Servì come segretario del sovrano di Granada, e successivamente come vizir e medico di Abū Yaʿqūb Yūsuf, sovrano almohade che governò la Spagna islamica (al-Andalus). Scrisse Ḥayy ibn Yaqẓān (in arabo  حي بن يقظان ‎?), "Il Vivente figlio del Desto" il primo romanzo filosofico su un bambino selvaggio autodidatta, che vive solo su un'isola deserta e che, senza contatto con gli altri esseri umani, scopre la verità per via del ragionamento. Il bambino finisce con il restare sconvolto dal suo contatto con il dogmatismo e con gli altri malanni della società umana.

## U
- al-Umawī (al-Andalus, 1400 - Damasco, 1489)

Matematico che scrisse lavori relativi a misure e all'aritmetica.
- Al-Uqlidisi (Damasco, 920-980)

Scrisse due lavori di aritmetica. Probabile anticipatore dell'uso dei decimali.
- Usama ibn Munqidh (Damasco, 1095-1188)

Medico, storico arabo, politico e diplomatico. Descrisse i Crociati nel suo libro ( Kitāb al-iʿtibār)
- Ibn Abī Uṣaybiʿa (Damasco, 1203-1270)

Medico arabo e storico. Scrisse il suo celebre ʿUyūn al-anbāʾ fī ṭabaqāt al-atibbāʾ, dedicato alla biografia di medici famosi.

## W
- Waddah al-Yaman (Yemen, ? - Damasco, 709)

Poeta arabo, famoso per i suoi componimenti erotici e romantici.
- Ibn Wahshiyya (ca. 900)

Alchimista che si dice abbia decifrato, otto secoli prima di Jean-François Champollion, la Stele di Rosetta. Tale risultato segna una tappa importante nella storia delle decifrazioni.

## Y
- Yaʿqūb ibn Ṭāriq (Baghdad, VIII secolo)

astronomo e matematico. Attivo alla corte del califfo abbaside al-Manṣūr.
- Ibn Yūnus, Nasab di Abū al‐Ḥasan ʿAlī ibn Abī Saʿīd ʿAbd al‐Raḥmān ibn Aḥmad ibn Yūnus b. ʿAbd al‐Aʿlā al‐Ṣadafī al-Miṣrī Fusṭāṭ, 950 – Il Cairo, 6 giugno 1009

astronomo egiziano. Elaborò celebri Zīj (Tavole astronomiche).
- Yūsuf al-Muʾtamin b. Hūd (m. 1084 ca)

Matematico. Scrisse il Kitāb al-istikmāl wa l-manāzir ("Libro della perfezione e delle osservazioni ottiche"), attinente alla matematica.

## Z
- Al-Zahrawi (Cordova, 936-1013)

Fu il massimo chirurgo dell'età medievale occidentale, i cui testi medici, assai completi, combinavano insieme le conoscenze indiane, vicino e medio-orientali e greco-romane, che rimasero indispensabili riferimenti fino almeno all'età del Rinascimento in Occidente. Il suo maggior contributo è l'al-Tasrif (Il metodo medico), una collezione di 30 volumi di pratica medica islamica. In Occidente fu noto come Abulcasis o Alsaharavius.
- Al-Zarqali, conosciuto nell'Occidente latino come Azarquiel (al-Andalus, 1028-1087)

Fu uno dei massimi matematici musulmani e uno dei più apprezzati astronomi del suo tempo. Eccelse nella costruzione di strumenti di precisione ad uso astronomico. Costruì un astrolabio piatto che fu "universale", dal momento che poteva essere usato ad ogni latitudine, e fabbricò anche un orologio ad acqua capace di determinare le ore del giorno e della notte e di indicare i giorni e i mesi lunari. Fu il primo a provare in modo conclusivo il moto dell'afelio relativo allo sfondo fisso rappresentato dalle stelle. Misurò la velocità di moto in 12,04 secondi per anno, che è straordinariamente vicina al moderno calcolo che fissa a 11,8 secondi tale velocità. Contribuì anche alle famose Tavole di Toledo.
- Ibn Zafar (Sicilia, 1104 - 1170 o 1172)

Fu un filosofo che visse durante il periodo dell'espansione normanna, viaggiando molto nei luoghi del mondo islamico. La sua opera più importante Sulwan al-muta‘ anticipò di tre secoli le considerazioni politiche sull'uso del potere da parte dei Governatori sul popolo contenute nel più famoso trattato Il Principe di Machiavelli. La sua produzione e anche la sua vita sono state studiate da Michele Amari e da Paolo Minganti.
- Ibn Zuhr (Siviglia, 1091-1161)

Fu uno dei principali medici, clinici e parassitologi del Medioevo. Fu il primo a sperimentare diverse medicine e procedure chirurgiche sugli animali, prima di impiegarle sugli esseri umani, ed è considerato il padre della chirurgia sperimentale. Fu inoltre il primo a descrivere in dettaglio la scabbia, prodotta da un diffuso acaro parassita, ed è quindi considerato il primo parassitologo per via di questa scoperta. Fu un uomo pratico e non amava le speculazioni mediche. Per questo motivo si oppose agli insegnamenti di Galeno e Avicenna.